# Geschoss

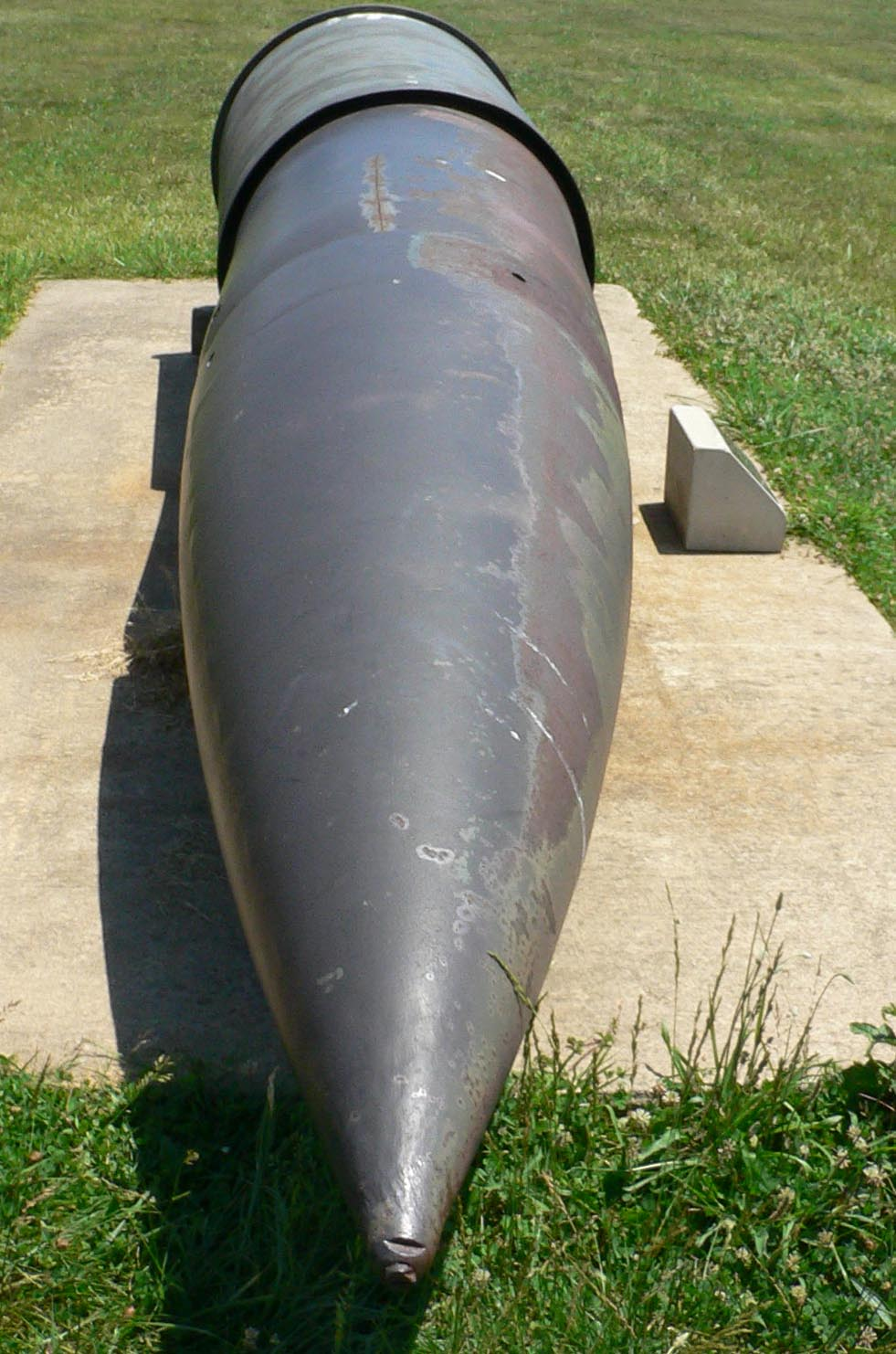
Geschoss & Kartusche, deutsches 80-cm-Eisenbahngeschütz Schwerer Gustav

Ein Geschoss (in Österreich Geschoß) ist Sammelbezeichnung für alle Arten von Wurfkörpern, mit denen geschossen werden kann, im engeren Sinne waffentechnische Bezeichnung für einen festen Körper, der von einer Fernwaffe verschossen wird und sich auf einer ballistischen Geschossbahn ohne Eigenenergie oder Steuerung fortbewegt.
Die Bundeswehr definiert Geschoss als einen Wirkungsträger, der aus einer Rohrwaffe verschossen wird und seine Beschleunigung durch eine von außen wirkende Kraft erhält. Demgegenüber ist eine Granate ein Wirkungsträger, der mit der Hand geworfen oder mittels einer Vorrichtung oder Waffe, jedoch nicht aus dieser, verschossen wird.

## Etymologie
Geschoss bezeichnet im weitesten Sinne „das was geschossen wird“. (auch Geschoß, ehemals Geschosz, ahd. giscoʒ, mittelhochdeutsch geschōʒ, aengl. gescot , in Österreich und teils in Süddeutschland Geschoß mit langem Vokal, in der Schweiz Geschoss mit langem Vokal)
Den Geschossen werden je nach deren Beschaffenheit etliche weitere Begriffe, wie Artilleriegeschoss, Base-Bleed-Geschoss, Bolzen, Brennecke-Geschoss, Chapelgeschoss, Discoidal-Geschosse, DU-Geschoss, Dum-Dum-Geschoss, Einheitsgeschoss, Extended-Range-Full-Bore-Geschoss, Flachkopfgeschoss, Flintenlaufgeschoss, Gummigeschoss, Hartkerngeschoss, HE-Geschoss, Hohlladungsgeschoss, Hohlspitzgeschoss, Karkasse, Langgeschoss, Mantelgeschoss, Minié-Geschoss, Pfeil, Sprenggeschoss, Vollmantelgeschoss oder Wuchtgeschoss zugeordnet. Der Begriff Projektil wird ebenfalls für Geschosse und Munition genutzt.
Geschoss wird als Begriff in waffenrechtlichen Verordnungen und in der Forensik genutzt.

## Grundlagen
Die charakterisierenden Eigenschaften des Geschosses sind:
- es hat keinen eigenen Antrieb, sondern wird von außen beschleunigt. Dabei wird dem Körper eine Initialenergie zugeführt;
- es benötigt eine Abwurf- beziehungsweise Abschusseinrichtung, die nicht mit auf die Flugbahn geht;
- es hat nach Verlassen dieser Einrichtung eine ballistische Flugbahn, auf der es dann wie ein geworfenes Objekt fliegt.

Damit steht das Geschoss im Gegensatz zur Rakete: Während das Geschoss von einer Treibladung beschleunigt wird und dann in einer ballistischen Kurve fällt, wird die Rakete von der Treibladung beschleunigt und fliegt dadurch. Sobald die Treibladung ausgebrannt ist, verhält sich auch die Rakete ab diesem Moment wie ein Geschoss und fällt in einer ballistischen Kurve. Allerdings wird diese Abgrenzung durch Base-Bleed-Geschosse zunehmend unscharf. Diese Geschosse enthalten einen gaserzeugenden pyrotechnischen Satz, der durch Verringerung der Heckverwirbelung die ballistischen Eigenschaften verbessert. Je nach Stärke der Gaserzeugung ist eine klare Unterscheidung schwierig. Die Treibladung des Geschosses ist in den allermeisten Fällen ein pyrotechnischer Satz. Geschossen werden kann aber auch mit Druckluft, mittels elektromagnetischer Schussanlagen (z. B. Railgun), rein mechanisch über Federn und elastische Materialien oder mit anderen Energieerzeugern.

## Physikalische Eigenschaften
Der Abschuss selbst ist in den Grundlagen eine Frage der Energiebilanz (Thermodynamik) und Reibung (Mechanik). Mit den speziellen Problemstellungen von aus Rohren geschossenen Objekten beschäftigt sich die Innenballistik.
Charakteristische Kenngrößen für das Geschoss sind:
- seine kinetische Energie, die mit der Geschossmasse und vor allem mit der Mündungsgeschwindigkeit wächst
- der Geschossdurchmesser, der in Kaliber angegeben wird.

## Konstruktion eines Geschosses
Die äußere Form eines Geschosses soll möglichst wenig Luftwiderstand bieten. Der innere Aufbau richtet sich nach der beabsichtigten Wirkung.
In der Waffentechnik ist das etwa die Wirkung beim Aufschlag im Treffpunkt. Sie werden dafür als massive Geschosse, Zerlegungsgeschosse, Sprenggeschosse oder als Trägergeschosse für den Transport zum Beispiel chemischer Waffen ausgeführt.

## Beispiele
- bei Feuerwaffen und Geschützen: das Projektil, beispielsweise eine Granate – die Ausstoßladung sitzt dabei hinter dem Projektil in der Patrone, wovon die Patronenhülse zurückbleibt
- bei einem Bogen: der Pfeil
- bei einer Armbrust: der Bolzen
- bei der Schleuder und der Zwille (Steinschleuder): der Stein (bzw. ein anderes Geschoss, etwa Metallkugeln)
- beim Feuerwerk: die Bomben und Bombetten, die – im Gegensatz zu den beim Laien beliebten Feuerwerksraketen – aus Mörsern geschossen werden.